# Vodomari
Vodomari (lat. Alcedinidae) su porodica ptica. Sadrži tri roda: Alcedo, Ceyx i Ispidina.

## Rasprostranjenost
Ova porodica nastanjuje Afriku, istočnu i južnu Aziju do Australije, a jedna vrsta, vodomar (Alcedo atthis), se također viđa u Europi i sjevernoj Aziji. Smatra se da porodica potječe iz Azije.
Vrste rodova Ceyx i Ispidina su uglavnom ptice vlažnih prašuma ili drugih šuma, i ne moraju biti povezane s vodom. Vodomari roda Alcedo su uglavnom povezaniji sa slatkom vodom i često se nalaze u otvorenim staništima, ali su neke ipak šumske ptice. 

## Opis
Vodomari su ptice malene do srednje veličine. Njihova najzanimljivija osobina je sindaktilno stopalo (treći i četvrti prst su djelomično srasli). Žive kako u šumama tako i blizu vode. Oni koji žive u šumi se hrane gmazovima, dok se oni u blizini vode hrane malenim ribama, žabama i kukcima. Dugi su 10 do 45 centimetara, a teški 8 do 500 grama; kod mnogih vrsta su ženke neznatno veće od mužjaka.

## Ponašanje

### Razmnožavanje
Vodomari su monogamni i teritorijalni. Par kopa tunel u zemlji i ženka nese dva ili više bijelih jaja. Oba roditelja inkubiraju jaja i hrane ptiće. Ženka nese jaja u intervalima od jednog dana, pa će tako samo najstariji ptić preživjeti ako ne bude dovoljno hrane. Ptići su goluždravi, slijepi i bespomoćni kada se izlegu i stoje na petama, za razliku od bilo koje odrasle ptice.

### Ishrana
Malene vrste rodova Ceyx i Ispidina se hrane uglavnom kukcima i paucima, ali također uzimaju punoglavce, žabe i vodencvjetove iz lokvi. Njihovi crveni kljunovi su ravni i to pomaže u hvatanju kukaca. Vodomari roda Alcedo se hrane ribom i imaju obično crne kljunove, ali također uzimaju i vodene beskralješnjake, pauke i guštere. Nekoliko uglavnom kukcojedih vrsta ima crven kljun. Ribu uglavnom love tako što zarone u vodu s neke grane, ali mogu i lebditi u zraku nakratko.

## Sistematika
Taksonomija porodice nije sigurna: uključuje 22-24 vrste u 2 do 4 roda.
- Alcedo hercules
- Alcedo atthis
- Alcedo semitorquata
- Alcedo quadribrachys
- Alcedo meninting
- Alcedo azurea
- Alcedo websteri
- Alcedo euryzona
- Alcedo cyanopecta
- Alcedo argentata
- Alcedo cristata
- Alcedo vintsioides
- Alcedo leucogaster
- Alcedo coerulescens
- Alcedo pusilla
- Alcedo nais
- Alcedo thomensis

Rod Ceyx:  
- Ceyx erithacus
- Ceyx melanurus
- Ceyx fallax
- Ceyx rufidorsa
- Ceyx lepidus

Rod Ispidina:  
- Ispidina madagascariensis
- Ispidina picta
- Ispidina lecontei